# Isabel Martin Lewis
Isabel Martin Lewis (Old Orchard Beach,  Maine, 11 de julio de 1881  – 1966) fue una astrónoma estadounidense, la primera mujer contratada, como asistente astronómico,  por el Observatorio Naval de los Estados Unidos.

## Biografía
Trabajó, desde 1905 a 1907, como "calculadora astronómica" para el profesor Simon Newcomb,  y mientras lo hacía adquirió experiencia sobre los eclipses, lo cual hizo que desarrollaba métodos para determinar dónde puede observarse un eclipse con mayor precisión.
También desarrolló un método con el que predecir ocultaciones lunares.
En 1908 se convierte en la primera mujer contratada como astrónoma asistente para la United States Naval Observatory. Con anterioridad, en 1849, fue contratada Maria Mitchell, pero en calidad de  ‘calculadora’, y no como astrónoma.
Mientras trabaja en el Observatorio Naval conoció a Clifford Spencer Lewis, con quien se casó el 4 de diciembre de 1912. Tras el nacimiento de su hijo,  Robert Winslow Lewis, Isabel Martin Lewis redujo su jornada de trabajo para poder dedicarse a su casa y a su hijo.
Es entonces cuando se dedica a la divulgación científica, la cual realizó con la publicación de varios libros y numerosos artículos en revistas.
En 1918, Lewis fue elegido miembro de la Sociedad Astronómica Americana. También fue miembro de la Real Sociedad Astronómica de Canadá y de la Sociedad Astronómica del Pacífico.
En 1919 publica su primer libro titulado  "Splendors of the Sky" y el segundo, "Astronomy for Young Folks",  en 1922.  En 1924 publica "Un libro de mano de los eclipses solares".
Su marido murió en el año 1927,  y entonces Isabel vuelve a trabajar a tiempo completo por lo que pudo ir ascendiendo hasta llegar a Asistente Científico primero y en 1930 a Astrónomo.
Sus descubrimientos y métodos para precisar los eclipses fueron extraordinarios para haberse hecho en un momento en el que no se utilizaba ordenadores para realizar los cálculos. Cuando la tecnología se fue integrando en los procesos, Isabel trató de adaptarse y mejoró las ecuaciones existentes para esa transición.
A lo largo de toda su carrera, además de libros publicó artículos en The New York Evening Sun, Science and Invention, Popular Astronomy, The Astronomical Journal y muchos otros.  Además trabajaba en una serie mensual regular de artículos publicados en Nature Magazine.
También se dedicó a dar conferencias en una emisora de local de radio,  la Compañía Nacional de Radiodifusión (WRC), y también daba charlas en escuelas e iglesias locales para niños.
Pese a que en el año 1951 se jubiló del Observatorio naval, siguió trabajando en sus publicaciones en periódicos y revistas hasta 1955.
Otra faceta de su carrera fue la de la lucha por la igualdad de las mujeres, defendió el sufragio femenino, era asidua practicante de deportes, se oponía al uso de animales en experimentos científicos y apoyó todos los esfuerzos para prohibirlo.